# Ново-Явленка
Ново-Явленка (каз. Ново-Явленка) — село в Восточно-Казахстанской области Казахстана. Находится в подчинении городской администрации Усть-Каменогорска. Входит в состав Меновновского сельского округа. Код КАТО — 631031600.

## Население
В 1999 году население села составляло 858 человек (404 мужчины и 454 женщины). По данным переписи 2009 года, в селе проживали 872 человека (447 мужчин и 425 женщин).